# 神奈川県の県道一覧
神奈川県の県道一覧（かながわけんのけんどういちらん）は、神奈川県を通る県道の一覧である。政令指定都市の主要地方道に指定されている横浜市道と川崎市道についてもここの一覧に記載する。

## 路線番号の法則
神奈川県の県道番号は下記の法則によって規則的に付けられている。これは県道利用者の利便性を図るため、1991年（平成3年）に県が定めた指針に基づいている。
1. 主要地方道は1 - 2桁、一般県道には3桁の県道番号を割り振る。
2. 神奈川県内を走る一般国道と同じ県道番号は欠番にする（福井県道なども同様）。ただし、自転車道である409号を除く。
3. 東京都道と接続する主要地方道は1桁の県道番号を割り振る。
4. 神奈川県内を7つのブロックにわけ、県道番号の頭1桁はブロックごとに統一する。ただし第3項に該当する県道は例外とする（山梨県道や福岡県道の一般県道も同様）。

## 主要地方道（1 - 78）
- 1 （国道1号との混同を避けるため欠番）[注釈 1]
- 2 神奈川県道2号東京丸子横浜線
- 3 神奈川県道3号世田谷町田線
- 4 - 5 （欠番）
- 6 神奈川県道6号東京大師横浜線
- 7 - 8 （欠番）
- 9 神奈川県道9号川崎府中線
- 10 - 11 （欠番）
- 12 神奈川県道12号横浜上麻生線
- 13 神奈川県道13号横浜生田線
- 14 神奈川県道14号鶴見溝ノ口線
- 15 （国道15号との混同を避けるため欠番）
- 16 （国道16号との混同を避けるため欠番）
- 17 （横浜市道17号環状2号線との混同を避けるため欠番）
- 18 （横浜市道18号環状4号線との混同を避けるため欠番）
- 19 神奈川県道19号町田調布線
- 20 （国道20号との混同を避けるため欠番）
- 21 神奈川県道21号横浜鎌倉線
- 22 神奈川県道22号横浜伊勢原線
- 23 神奈川県道23号原宿六ツ浦線
- 24 神奈川県道24号横須賀逗子線
- 25 神奈川県道25号横須賀停車場線
- 26 神奈川県道26号横須賀三崎線
- 27 神奈川県道27号横須賀葉山線
- 28 神奈川県道28号本町山中線
- 29 （欠番）
- 30 神奈川県道30号戸塚茅ヶ崎線
- 31 （欠番）[注釈 2]
- 32 神奈川県道32号藤沢鎌倉線
- 33 - 34 （欠番）
- 35 神奈川県道35号四日市場上野原線
- 36 - 39 （欠番）
- 40 神奈川県道40号横浜厚木線
- 41 （欠番）[注釈 3]
- 42 神奈川県道42号藤沢座間厚木線
- 43 神奈川県道43号藤沢厚木線
- 44 神奈川県道44号伊勢原藤沢線
- 45 神奈川県道45号丸子中山茅ヶ崎線
- 46 神奈川県道46号相模原茅ヶ崎線
- 47 神奈川県道47号藤沢平塚線
- 48 神奈川県道48号鍛冶谷相模原線
- 49 （欠番）
- 50 神奈川県道50号座間大和線
- 51 神奈川県道51号町田厚木線
- 52 神奈川県道52号相模原町田線
- 53 （欠番）→東京都道・神奈川県道48号鍛冶谷相模原線に変更に伴い欠番
- 54 神奈川県道54号相模原愛川線
- 55 （欠番）→国道412号、国道413号に昇格（旧称：相模原与瀬線）
- 56 神奈川県道56号目黒町町田線
- 57 神奈川県道57号相模原大蔵町線
- 58 - 59 （欠番）
- 60 神奈川県道60号厚木清川線
- 61 神奈川県道61号平塚伊勢原線
- 62 神奈川県道62号平塚秦野線
- 63 神奈川県道63号相模原大磯線
- 64 神奈川県道64号伊勢原津久井線
- 65 神奈川県道65号厚木愛川津久井線
- 66 - 69 （欠番）
- 70 神奈川県道70号秦野清川線
- 71 神奈川県道71号秦野二宮線
- 72 神奈川県道72号松田国府津線
- 73 神奈川県道73号小田原停車場線
- 74 神奈川県道74号小田原山北線
- 75 神奈川県道75号湯河原箱根仙石原線
- 76 神奈川県道76号山北藤野線
- 77 神奈川県道77号平塚松田線
- 78 神奈川県道78号御殿場大井線

### 横浜市主要地方道
- 17 横浜市道17号環状2号線
- 18 横浜市道18号環状4号線
- 80 横浜市道80号横浜駅根岸線
- 81 横浜市道81号藤棚伊勢佐木線
- 82 横浜市道82号山下本牧磯子線
- 83 横浜市道83号青木浅間線
- 84 横浜市道84号保土ヶ谷宮元線
- 85 横浜市道85号鶴見駅三ツ沢線

### 川崎市主要地方道
- 主要地方道幸多摩線
- 主要地方道野川菅生線

## 一般県道（101 - 740）

### 川崎市と横浜市北部（101 - 168）
- 101 神奈川県道101号扇町川崎停車場線
- 102 神奈川県道102号荏田綱島線
- 103 （欠番）
- 104 神奈川県道104号鶴見停車場線
- 105 （欠番）
- 106 神奈川県道106号子母口綱島線
- 107 - 108 （欠番）
- 109 神奈川県道109号青砥上星川線
- 110 神奈川県道110号中山停車場線
- 111 神奈川県道111号大田神奈川線
- 112 - 123 （欠番）
- 124 神奈川県道124号稲城読売ランド前停車場線
- 125 - 136 （欠番）[注釈 4]
- 137 神奈川県道137号上麻生連光寺線
- 138 （国道138号との混同を避けるため欠番）
- 139 神奈川県道139号真光寺長津田線
- 140 神奈川県道140号川崎町田線
- 141 - 146 （欠番）
- 147 神奈川県道147号高速横浜羽田空港線
- 148 - 168 （欠番）

### 横浜市南部と三浦半島（201 - 294）
- 201 神奈川県道201号保土ヶ谷停車場線
- 202 （欠番）[注釈 5]
- 203 神奈川県道203号大船停車場矢部線
- 204 神奈川県道204号金沢鎌倉線
- 205 神奈川県道205号金沢逗子線
- 206 神奈川県道206号田浦停車場線
- 207 神奈川県道207号森戸海岸線
- 208 神奈川県道208号浦賀港線
- 209 神奈川県道209号観音崎環状線
- 210 神奈川県道210号浦賀港久里浜停車場線
- 211 神奈川県道211号久里浜港久里浜停車場線
- 212 神奈川県道212号久里浜港線
- 213 神奈川県道213号佐島港線
- 214 神奈川県道214号武上宮田線
- 215 神奈川県道215号上宮田金田三崎港線
- 216 神奈川県道216号油壷線
- 217 神奈川県道217号逗子葉山横須賀線
- 218 神奈川県道218号弥生台桜木町線
- 219 - 293 （欠番）
- 294 神奈川県道294号高速湾岸線

### 鎌倉と湘南東部（301 - 312）
- 301 神奈川県道301号大船停車場線
- 302 神奈川県道302号小袋谷藤沢線
- 303 神奈川県道303号鎌倉停車場線
- 304 神奈川県道304号腰越大船線
- 305 神奈川県道305号江の島線
- 306 神奈川県道306号藤沢停車場線
- 307 神奈川県道307号辻堂停車場羽鳥線
- 308 神奈川県道308号辻堂停車場辻堂線
- 309 神奈川県道309号茅ヶ崎停車場線
- 310 神奈川県道310号茅ヶ崎停車場茅ヶ崎線
- 311 神奈川県道311号鎌倉葉山線
- 312 神奈川県道312号田谷藤沢線

### 横浜市西部と県央南部（401 - 451）
- 401 神奈川県道401号瀬谷柏尾線
- 402 神奈川県道402号阿久和鎌倉線
- 403 神奈川県道403号菖蒲沢戸塚線
- 404 神奈川県道404号遠藤茅ヶ崎線
- 405 （欠番）→神奈川県道47号藤沢平塚線に昇格
- 406 神奈川県道406号吉岡海老名線
- 407 神奈川県道407号杉久保座間線
- 408 神奈川県道408号社家停車場線
- 409 神奈川県道409号相模川自転車道線
- 410 神奈川県道410号湘南台大神伊勢原線[注釈 6]（旧・神奈川県道410号湘南台大神線）
- 411 - 450 （欠番）
- 451 神奈川県道451号藤沢大和自転車道線

### 県央北部と相模原（501 - 525）
- 501 （欠番）→神奈川県道・東京都道57号相模原大蔵町線に昇格
- 502 神奈川県道502号淵野辺停車場線
- 503 神奈川県道503号相模原立川線
- 504 神奈川県道504号相模原停車場線
- 505 神奈川県道505号橋本停車場線
- 506 神奈川県道506号八王子城山線
- 507 神奈川県道507号相武台相模原線
- 508 神奈川県道508号厚木城山線
- 509 神奈川県道509号相武台下停車場線
- 510 神奈川県道510号長竹川尻線
- 511 神奈川県道511号太井上依知線
- 512 （欠番）→神奈川県道65号厚木愛川津久井線に昇格
- 513 神奈川県道513号鳥屋川尻線
- 514 神奈川県道514号宮ヶ瀬愛川線
- 515 神奈川県道515号三井相模湖線
- 516 神奈川県道516号浅川相模湖線
- 517 神奈川県道517号奥牧野相模湖線
- 518 神奈川県道518号藤野津久井線
- 519 神奈川県道519号相模湖停車場線
- 520 神奈川県道520号吉野上野原停車場線
- 521 神奈川県道521号佐野川上野原線
- 522 神奈川県道522号棡原藤野線
- 523 神奈川県道523号藤野停車場線
- 524 （欠番）→35号へ昇格。
- 525 神奈川県道525号府中相模原線

### 厚木と湘南中部（601 - 614）
- 601 神奈川県道601号酒井金田線
- 602 神奈川県道602号本厚木停車場線
- 603 神奈川県道603号上粕屋厚木線
- 604 神奈川県道604号愛甲石田停車場酒井線
- 605 神奈川県道605号下糟屋平塚線
- 606 神奈川県道606号明石下落合線[注釈 6]（旧・神奈川県道606号大島明石線）
- 607 神奈川県道607号平塚港平塚停車場線
- 608 神奈川県道608号平塚停車場袖ヶ浜線
- 609 神奈川県道609号公所大磯線
- 610 神奈川県道610号大磯停車場線
- 611 神奈川県道611号大山板戸線
- 612 神奈川県道612号上粕屋南金目線
- 613 神奈川県道613号曽屋鶴巻線
- 614 神奈川県道614号南矢名東海大学前停車場線

### 湘南西部と県西（701 - 740）
- 701 神奈川県道701号大山秦野線
- 702 （欠番）
- 703 神奈川県道703号二宮停車場線
- 704 神奈川県道704号秦野停車場線
- 705 神奈川県道705号堀山下秦野停車場線
- 706 神奈川県道706号丹沢公園松原町線
- 707 神奈川県道707号渋沢停車場線
- 708 神奈川県道708号秦野大井線
- 709 神奈川県道709号中井羽根尾線
- 710 神奈川県道710号神縄神山線
- 711 神奈川県道711号小田原松田線
- 712 神奈川県道712号松田停車場線
- 713 （欠番）
- 714 神奈川県道714号栢山停車場曽我線
- 715 神奈川県道715号栢山停車場塚原線
- 716 神奈川県道716号成田下曽我停車場線
- 717 神奈川県道717号沼田国府津線
- 718 神奈川県道718号鴨ノ宮停車場矢作線
- 719 神奈川県道719号鴨ノ宮停車場線
- 720 神奈川県道720号怒田開成小田原線
- 721 神奈川県道721号東山北停車場線
- 722 （欠番）
- 723 神奈川県道723号関本小涌谷線
- 724 神奈川県道724号早川停車場線
- 725 神奈川県道725号玄倉山北線
- 726 神奈川県道726号矢倉沢山北線
- 727 神奈川県道727号川西線
- 728 神奈川県道728号谷峨停車場線
- 729 神奈川県道729号山北山中湖線
- 730 神奈川県道730号山中湖小山線
- 731 神奈川県道731号矢倉沢仙石原線
- 732 神奈川県道732号湯本元箱根線
- 733 神奈川県道733号仙石原強羅停車場線
- 734 神奈川県道734号大涌谷小涌谷線
- 735 神奈川県道735号大涌谷湖尻線
- 736 神奈川県道736号御殿場箱根線
- 737 神奈川県道737号長尾芦川線
- 738 神奈川県道738号仙石原新田線
- 739 神奈川県道739号真鶴半島公園線
- 740 神奈川県道740号小田原湯河原線[注釈 7]